# Fatmir Sejdiu
Fatmir Sejdiu er en Kosovo albansk politiker. Han er født 23. oktober 1951 i Kosovo. 
Fatmir Sejdiu er jurist af uddannelse og professor i jura på Prishtina Universitet.
Han er, som sin afdøde forgænger, Ibrahim Rugova, medlem af Den Demokratiske Liga. Han var blandt stifterne i 1991 og har været generalsekretær for partiet.
Fatmir Sejdiu var blandt de jurister fra Kosovo, der bidrog til udformningen af de overordnede rammebestemmelser (the legal framework), der dannede grundlag for udskrivningen af parlamentsvalg m.v.
Han var medlem af parlamentet og af dettes formandskab.
Han blev valgt som præsident for Kosovo [på albansk: Kosova med tryk på 2' stavelse] 10. februar 2006 efter tre hemmelige afstemninger i Parlamentet. Ved valget af Sejdiu bekræftes magtbalancen mellem dem, der støttede den fredelige kampagne mod Serbien og serberne frem til NATO-interventionen i 1999, og dem der indgik i den væbnede kamp i UÇK.
Mens Den Demokratiske Liga har beklædt præsidentposten, har repræsentanter for to forskellige politiske retninger, der begge er udsprunget af UÇK, beklædt premierministerposten. Først var det Bajram Rexhepi, nu er det Bajram Kosumi.